# Distretto di Kota Tinggi
Il distretto di Kota Tinggi è un distretto della Malaysia, fa parte dello stato dello Johor e il suo capoluogo è la città di Kota Tinggi.